# 曹正

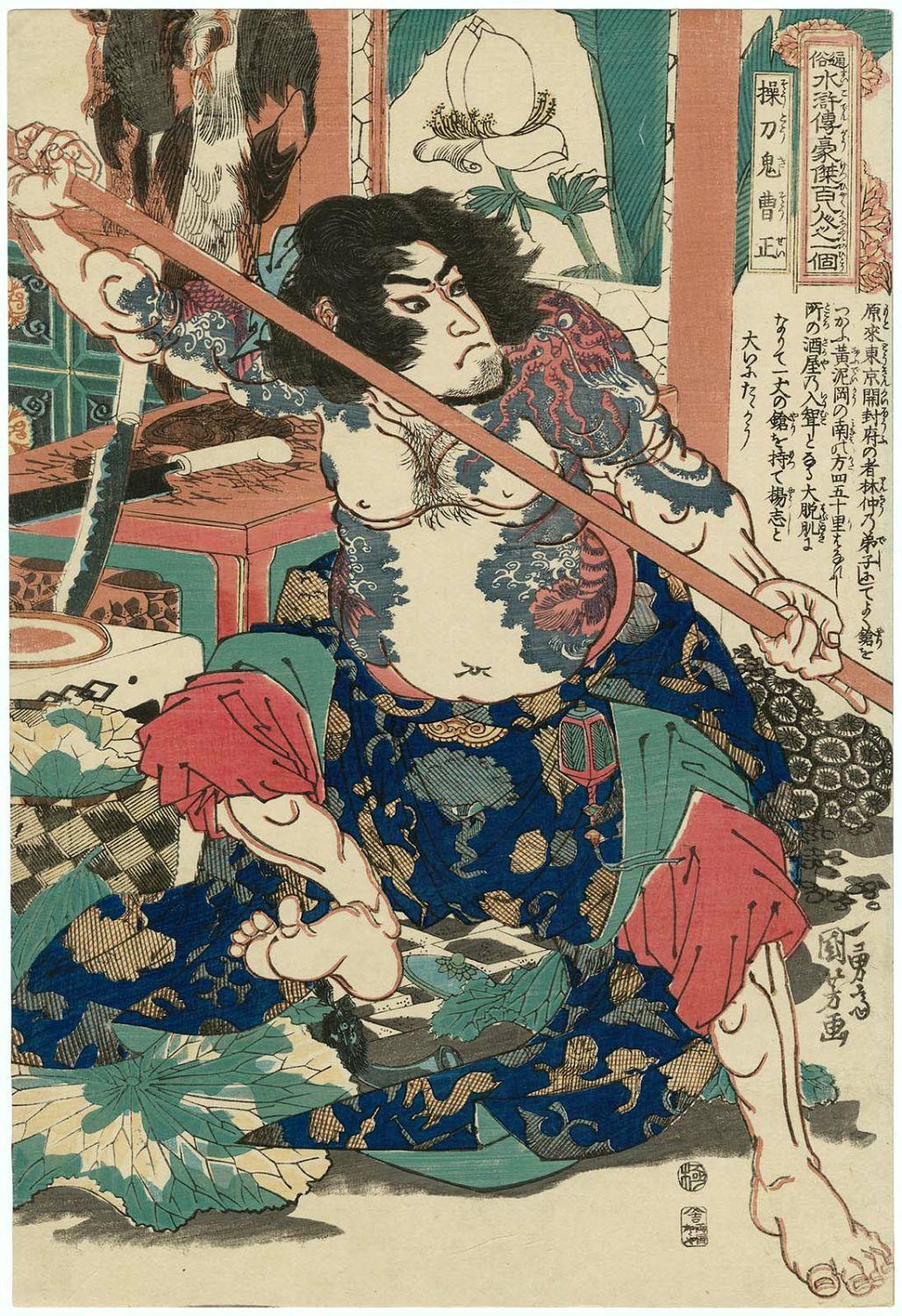
曹正

曹 正（そう せい）は、中国の小説で四大奇書の一つである『水滸伝』に出てくる登場人物。梁山泊第八十一位の好漢で、地稽星の生まれ変わり。渾名は操刀鬼（そうとうき）で、代々肉屋の生まれであり、その包丁捌きが見事なことに由来する。

## 生涯
元々は東京開封府に住んでおり、山東へ商売に出かけたが失敗し、黄泥岡から半日ばかりのところで居酒屋を経営することになった。八十万禁軍の武芸師範だった林冲から武芸を学んだことがあり、武術の腕はそれなりにあった。
ある日、店に来た大男が支払いせずそのまま店を出たところを、曹正は棒を持って追いかけた。しかし、その大男が楊志と知ると、自身の居酒屋でもてなし、生辰綱を奪われてしまい居場所がなくなるという身の不幸を嘆き悲しみ、敬意を表して義兄弟の契りを交す。そして、楊志に青州にある二竜山に行って山賊になるように勧め、楊志を送り出した。
ところが、楊志は大男の坊主の魯智深を連れて再び舞い戻って来た。話を聞くと、魯智深も二竜山の山賊になろうとしたが、そこの山賊の頭領に断られ山門から締め出されたところ、楊志と出会って戻って来たという。そこで、曹正は策を練って3人で二竜山へ向かい、魯智深を捕まえたと偽って山門から潜入した後、魯智深が頭領を殺して3人は山賊達を降伏させて手下にした。曹正は一旦、山を下りて店をたたむと、そのまま二竜山に立て篭もった。
その後、武松、施恩、張青、孫二娘も加わり、勢力を広げていったが、青州から呼延灼率いる討伐隊が桃花山を攻めたことから、二竜山、桃花山、白虎山、そして梁山泊と協力して呼延灼と捕らえ、青州城を陥落させる。そして、曹正達はそのまま梁山泊入りする。
梁山泊入山後は、家畜の屠殺担当管理者となる。その後は、前線に出ることは少なかったが、北京攻めに参加している。朝廷招安後は遼国戦、田虎、王慶討伐に参加したが、方臘討伐の宣州攻めで毒矢に当たり戦死する。
| スタブアイコン | サブスタブ | この項目は、まだ閲覧者の調べものの参照としては役立たない、文学に関連した書きかけの項目です。この項目を加筆・訂正などしてくださる協力者を求めています（P:文学、PJ:ライトノベル）。項目が小説家・作家の場合には{Writer-substub}を、文学作品以外の本・雑誌の場合には{Book-substub}を貼り付けてください。 |